# Ligue nationale de football professionnel (Maroc)
Pour les articles homonymes, voir GNF et Ligue nationale de football professionnel.
La Ligue nationale de football professionnel (LNFP), créée en mars 2015 en remplacement du Groupement national de football (GNF) dissous en 2009, est l'organisme qui assure, sous l'égide de la Fédération royale marocaine de football (FRMF), la gestion du football professionnel au Maroc avec notamment l'organisation du championnat du Maroc (Botola Pro 1) ainsi que du championnat de Maroc de deuxième division (Botola Pro 2).
Les missions de la LNFP ne concernent que le football professionnel masculin, le football professionnel féminin étant toujours gérées directement par la FRMF.

## Histoire

### LMFA

Logo du LMFA

La Ligue du Maroc de Football Association (LMFA), qui s'est crée créé en 1922, et été membre de l'Union des ligues nord-africaines de football (ULNA), était l'organe qui gérait sous l'autorité de la Fédération marocaine des sports athlétiques, les matchs de la sélection du Maroc et les compétitions nationales de football au Maroc dont par exemple les championnats, sous les appellations Division Honneur, Division Pré-honneur, 1re Division, 2e Division et 3e Division.
Le 26 janvier 1957, la LMFA est devenu une fédération royale.

### GNF

Logo du GNF

Le Groupement national de football (GNF) a été créé en 1997, et était l'organe qui gérait sous l'autorité de la Fédération royale marocaine de football, les championnats du Maroc de première et deuxième, sous les appellations GNF 1 et GNF 2.
Durant l'été 2009, le GNF a été dissout pour laisser place à la Botola Pro qui était gérée depuis directement par la FRMF, avant la création de la Ligue nationale de football professionnel en mars 2015.